# Lore Mallachow
Lore Mallachow (* 4. Oktober 1894 in Leipzig; † 27. September 1973 ebenda) war eine deutsche sozialistische Schriftstellerin, die sich in der DDR hauptsächlich Frauenbiografien annahm.

## Leben
Lore Mallachow, die früh ihren Vater, einen Kaufmann, verlor, verlebte eine entbehrungsreiche Kindheit. Die Erziehung übernahm ihre Mutter, die als Musik- und Literaturlehrerin arbeitete und der Tochter künstlerische Neigungen sowie soziales Empfinden vermittelte. Mallachow belegte Seminare an der Hochschule für Frauen zu Leipzig (die spätere Henriette-Goldschmidt-Schule für Frauen), die speziell auf die Verbindung von Erziehungswissenschaft und Frauenbildung ausgerichtet war, wo sie Anregungen zu ihren ersten literarischen Versuchen empfing. Von 1913 bis 1921 arbeitete sie als Technische Assistentin in der Landwirtschaft und im Kalibergwerk. Nach den neun Jahren, in denen sie mit den insbesondere die Frauen regelrecht verschleißend harten kapitalistischen Arbeitsbedingungen konfrontiert worden war, musste sie selbst diese Tätigkeit aus gesundheitlichen Gründen aufgeben. Durch eine Heirat sicherte sie sich ihre Existenz.
In der Weimarer Republik verfasste die inzwischen zweifache Mutter Artikel zu sozialen Problemen nebst ersten Lyrik- und Prosatexten. Die Möglichkeit zu publizieren war ihr in der Zeit des Nationalsozialismus von 1933 bis 1945 genommen. Doch entstanden Gedichte, die sie später nicht mehr veröffentlichen wollte, und ein Romanmanuskript, das durch einen Bombenangriff verbrannte. Sie litt unter den vom NS-Regime vorgegebenen Lebensumständen und musste den Verlust ihres Sohnes hinnehmen, der als Soldat im Krieg getötet wurde. Nach Kriegsende engagierte sich Mallachow im Antifaschistischen Frauenausschuss und begann wieder zu schreiben. Zu dieser Zeit und dann wieder ab 1954 erteilte sie Literaturunterricht an der Henriette-Goldschmidt-Schule, bevor sich die Einrichtung mit dem ursprünglich weitgefassten Ausbildungsspektrum auf Kindergärtnerinnen spezialisierte. Mallachow wurde Mitglied der Gewerkschaft 17 für Kunst und Schrifttum, der Urzelle des 1950 von ihr mitbegründeten Deutschen Schriftstellerverbandes (DSV), und agierte als Vorsitzende und Vorstandsmitglied des Deutschen Schriftstellerverbandes im Bezirk Leipzig. Auch an der Gründung des Demokratischen Frauenbunds Deutschlands (DFD) drei Jahre zuvor war sie beteiligt gewesen. Ab 1954 erfolgten ihre Beiträge zur Rundfunksendereihe Deutsche Vergangenheit heute gesehen und sie übernahm einen Forschungsauftrag des DSV mit der Erarbeitung eines Romans über die Frauenrechtlerin Louise Otto-Peters. Es entwickelte sich eine von einem Briefwechsel begleitete langjährige Freundschaft mit Anna Seghers.
Um 1958 fungierte das SED-Mitglied Lore Mallachow als Vorstandsmitglied im Kreisfriedensrat Leipzig und ab 1961 wirkte sie als Stadtverordnete im Ausschuss für Kultur. Daneben war sie als Dozentin bei Schulungen von Betriebsbibliothekaren tätig.

## Werk
Zwar hat Lore Mallachow auch über männliche Künstler geschrieben, doch dominieren in ihren Romanen und Erzählungen Frauenporträts und Biografien von Schriftstellerinnen. Nach ihrer 1948 erschienenen Erzählung Tod einer Dichterin über Annette von Droste-Hülshoff folgte 1952 eine Biografie über Bettina von Arnim. Ein Jahr später war sie Mitherausgeberin eines Lesebuchs mit Auszügen aus Bettina von Arnims politischen Schriften, Briefen und Tagebuchnotizen nebst Biografie und Zeittafel. Ebenfalls 1953 gab sie eine Auswahl aus den Werken von Annette von Droste-Hülshoff heraus. Mallachow konzentrierte sich weiterhin auf fortschrittliche Frauen des 19. Jahrhunderts, etwa 1957 mit Du bist mir nah, einem Roman über Christiane Vulpius, der zahlreiche Auflagen erreichte. 1958 veröffentlichte Mallachow den Sammelband Im Morgenlicht mit zwölf Erzählungen über Frauen aus dem 18. und 19. Jahrhundert. Im Gegensatz zu den sonst meist positiven Rezensionen in der DDR-Presse kritisierte Eberhard Hilscher im Neuen Deutschland Mallachows unbefriedigende Darstellungsweise und künstlich wirkende Dialogform. Für den Rezensenten der BZ am Abend war ihr Schreibstil „schlicht und einfach“.
Sie verfasste in den 1950er Jahren gelegentlich Beiträge für die Frauenredaktion der Zeitschrift Wochenpost und die Leipziger Ausgabe des Börsenblatts für den deutschen Buchhandel. 1960 publizierte sie einen Bildband zum Leben und Werk von Clara Zetkin, dem 1962 der Text für eine Clara-Zetkin-Kantate folgte, komponiert von einem Komponisten-Kollektiv des Pädagogischen Instituts Leipzig, die im Rundfunk gesendet wurde und für deren öffentliche Aufführung Ausdruckstänze in Erwägung gezogen wurden. Der britische Kronanwalt Denis Nowell Pritt, ein Ehrenbürger Leipzigs, übersetzte Mallachows Text ins Englische. Für eine Frauen-Enzyklopädie verfasste sie zwischen 1958 und 1960 einzelne Beiträge und war 1961 Mitarbeiterin an einer Chronik der Leipziger Wollkämmerei. Mit einer 1962 veröffentlichten Erzählung über den Komponisten Albert Lortzing übte sich Mallachow als Kinder- und Jugendbuchautorin. 1964 kündigte sie eine Broschüre über das Künstlerschloss Wiepersdorf an, in deren Ersteller-Kollektiv sie vom Berliner Institut für Denkmalpflege berufen worden war, die tatsächlich aber erst 1968 erschien. Postum erschien 1973 der für Jugendliche geschriebene Roman Es war einmal. Aus dem Leben der Brüder Grimm, dem bis 1985 zahlreiche Auflagen folgten. Weitere dichterische Projekte Mallachows blieben unvollendet, so ein Roman über den Revolutionär Robert Blum.

## Auszeichnungen
- 1962: Kunstpreis der Stadt Leipzig[8][10][17]
- 1963: Clara-Zetkin-Medaille[8]
- 1967: Preis für künstlerisches Volksschaffen, I. Klasse
- Ehrennadel des Demokratischen Frauenbunds Deutschlands (DFD) in Silber[8] und in Gold
- Ehrennadel der Gesellschaft für Deutsch-Sowjetische Freundschaft (DSF) in Silber
- Am 12. Februar 2025 beschloss der Leipziger Stadtrat die Benennung einer geplanten Straße in Schönefeld-Ost nach Mallachow. Die Benennung ist seit dem 25. März 2025 bestandskräftig.[18][19]

## Werkübersicht

### Literarische Werke
- Lore Mallachow: Der Tod der Dichterin, 1948 (kein bibliografischer Nachweis).[6]
- Lore Mallachow: Bettina (= Berlinische Miniaturen. Band 12). Das Neue Berlin, Berlin 1952.
- Bettina von Arnim: Bettina. Ein Lesebuch für unsere Zeit. Hrsg.: Gerda Berger, Lore Mallachow, Gertrud Meyer-Hepner (= Lesebücher für unsere Zeit). 1. Auflage. Thüringer Volksverlag, Weimar 1953.
- Annette von Droste-Hülshoff: Annette von Droste-Hülshoff. Lebensbild von Levin Schücking und Auswahl aus ihrem Werk. Eingeleitet und herausgegeben von Lore Mallachow. Hrsg.: Lore Mallachow. 1. Auflage. Koehler & Amelang, Leipzig 1953.
- Lore Mallachow: Du bist mir nah. Roman. 1. Auflage. Mitteldeutscher Verlag, Halle (Saale) 1957.
- Lore Mallachow: Im Morgenlicht. 1. Auflage. Mitteldeutscher Verlag, Halle (Saale) 1958.
- Lore Mallachow: Clara Zetkin. Ihr Leben in Bildern. Text- und Bildteil von Lore Mallachow. 1. Auflage. Verlag Enzyklopädie, Leipzig 1960.
- Irene Uhlmann unter Mitarbeit von Lore Mallachow, Gudrun Thomas-Petersein und Inge Brandt (Hrsg.): Kleine Enzyklopädie: Die Frau (= Kleine Enzyklopädie. Band [6]). 1. Auflage. Verlag Enzyklopädie, Leipzig 1961 (mit Beiträgen von Lore Mallachow).
- Lore Mallachow: Der Vorhang öffnet sich. Eine Erzählung über Albert Lortzing. 1. Auflage. Kinderbuchverlag, Berlin 1962.
- Lore Mallachow: Es war einmal. Aus dem Leben der Brüder Grimm. 1. Auflage. Kinderbuchverlag, Berlin 1973 (mehrere Auflagen bis 1985; Illustrator: Paul Rosié).

### Musikalische Werke
- 1963: Clara Zetkin. Wir kämmen die grobe Wolle. Musikalisches Poem für Soli, Chor, Sprecher, Orchester (Kantate, Text: Lore Mallachow).
- 1967: Der Staudamm (Kantate, Text: Lore Mallachow).
- 1969: Des Volkes Kraft. Kantate zum 20. Jahrestag der DDR (Kantate, Text: Lore Mallachow).